# Янишево (Вытегорский район)
Янишево — посёлок в Вытегорском районе Вологодской области. Входит в состав Девятинского сельского поселения.
Расположен в 100 км от районного центра по автодороге, на берегах озёр Троицкое и Малое.

## История

В 2013 году Янишевское СП было присоединено к Девятинскому

Решение о строительстве лесного посёлка Янишево на Белоручейской узкоколейной железной дороге было принято в 1976 году. Посёлок был построен на месте заброшенной деревни с тем же названием в 63 км от начальной станции железной дороги — посёлка Депо. Сначала входил в Девятинский сельсовет, в 1985 году был образован Янишевский сельсовет, в который вошёл один посёлок Янишево.
1 января 2006 года создано Янишевское сельское поселение площадью 59 765 га. 30 мая 2013 года Янишевское сельское поселение присоединено к Девятинскому сельскому поселению.

## Экономика
В посёлке действуют Янишевский лесопункт ЗАО «Белый ручей», 2 магазина, пекарня, фельдшерско-акушерский пункт, отделение связи, клуб, библиотека. В МОУ «Янишевская основная общеобразовательная школа» обучается 75 учащихся, дошкольную группу посещает 30 детей.

## Население
| 2010 | 2012 | 2013 |
| ---- | ---- | ---- |
| 456  | ↘437 | ↗439 |

По переписи 2002 года население составляло 640 человек (329 мужчин, 311 женщин). Преобладающая национальность — русские (96 %).